# 蔣蕃
蔣蕃（1437年—?），字邦憲，江西廣信府上饒縣人，軍籍，明朝政治人物。進士出身。

## 生平
早年出身國子生，江西鄉試第六十一名。成化十四年（1478年）戊戌科會試第一百八十四名，殿試登進士第三甲第六十七名。

## 家族
曾祖父蔣上宜。祖父蔣敏，贈知州。父亲蔣清。母何氏。重庆下。娶鄭氏，繼娶吴氏。